# Judgement
Judgement är ett musikalbum från 2007 av VNV Nation. Albumet tog en mängd listplaceringar i elektroniska topplistor som bland annat en andraplats på US iTunes Electronic Albums Chart och en förstaplacering på Italian Alternative Chart. 
Låten Illusion är tillägnad brittiskan Sophie Lancaster, som blev misshandlad till döds av en mobb tonåringar på grund av hennes sätt att klä sig.

## Låtlista
1. "Prelude" - 4:09
2. "The Farthest Star" - 4:53
3. "Testament" - 6:15
4. "Descent" - 4:26
5. "Momentum" - 6:16
6. "Nemesis" - 4:30
7. "Secluded Spaces" - 5:55
8. "Illusion" - 4:47
9. "Carry You" - 6:12
10. "As It Fades" - 4:39